# 일진회
일진회(一進會)는 1904년 8월 송병준과 독립협회 출신 윤시병, 유학주, 동학교 이용구 등이 조직한 대한제국 시기의 대표적인 친일적인 성격을 띄고 있는 단체이다.
1904년 8월 18일 한성부에서 송병준이 일본군을 배경으로 “유신회”를 조직하였다가, 8월 20일에 다시 “일진회”로 회명을 개칭하고, 그해 9월에 동학의 잔존세력을 조직한 이용구의 “진보회”를 매수·흡수하여 일진회에 통합하였다. 이후 회장 이용구와 송병준 주도 하에 1910년 대한제국이 일제에 강제 병탄될 때까지 일제의 군부나 통감부의 배후조종 하에 일본의 침략과 병탄의 앞잡이 행각을 벌였다. 
일진회라는 이름은 '조선과 일본이 하나로 나가는 모임'이라는 뜻으로 여기에서의 일진(一進)은 조선과 일본은 하나라는 뜻이다. 일부에서는 친일 단체이기 때문에 일진회(日進會)로 오해하는 경우가 있으나 이는 잘못된 한자 병기이다. 실제로 이 한자가 쓰였던 일진회가 존재하는 것으로 알려졌는데 이쪽은 반일 및 항일 목적으로 결성된 조선 독립운동가 및 애국자들로 구성된 단체이다. 

## 개요

### 창립과정
일찍이 민씨 세도가문의 박해를 받아 10여 년간 일본에 망명하여 있던 송병준이 러일 전쟁이 발발하자 일본군의 오타니 기쿠조 소장을 따라 군사 통역으로 귀국하였다. 송병준은 정국이 일본에게 유리하게 전개되자 일본군을 배경으로 정치활동을 꾀하다가 한성부에서 전 독립협회 회원이었던 윤시병, 유학주 등과 빈번한 접촉 끝에 1904년 8월 18일 '유신회'를 조직하고 임시 회장에 윤시병을 추대했다. 8월 20일에 다시 특별회를 개최하여 '일진회'로 회명을 개칭하고 다시 회장에 윤시병을, 부회장에 유학주를 추대하였다. 이때 대한제국 정부에서는 칙령으로 경무사 신태휴로 하여금 그들의 해산을 명령하였으나, 일본 헌병들이 이를 막았고, 오히려 경무청 순검을 검속한다고 위협하여 그들의 회합을 옹호하였다.
일진회는 발족과 동시에 4대 강령을 내걸었는데, 그 내용은 다음과 같다.

- 황실을 존중하게 하고 국가의 기초를 공고하게 할 것
- 인민의 생명과 재산을 보호하게 할 것
- 정부의 개선정치를 실시하게 할 것
- 군정과 재정을 정리하게 할 것

일진회는 창립의 강령과 취지에서 제시한 비정(秕政)에 대한 국정개혁이나, 이 해 9월에 일진회의 급선무로서 회원의 일심단결의 표적인 단발착모와 양복차림을 하는 등 문명의 개화를 급격히 서둘렀다. 그러나 이해 10월 22일에 평의원 회의를 개최하고, 일진회의 취지가 일본군략상에 조금도 방해가 없다는 뜻을 의결하여 이날 주한일본군사령관 육군대장 하세가와 요시미치, 헌병대장 다카야마, 그리고 주한 일본공사 하야시 곤스케에게 전달한 공적 서한 내용에는 일진회가 추구하는 국정개혁이나 단발착모 등 표면상의 취지와는 달리 일제 침략에 동조하여 친일색채를 공공하게 드러내고 있다. 이는 일제의 대한제국 침략의 방향과 병행한 표리가 부동한 상투적인 구호에 불과했다. 이때 각종 사회단체가 한성부를 무대로 활동하였을 뿐 전국적인 지방조직을 가지지 못하고 있는 실정이었는데, 일진회의 활동 역시 한성부를 무대로 하였을 뿐, 그나마도 대중의 기반을 가지지 못하고 일제의 보호하에 겨우 명맥만을 유지해 오고 있었다. 이 무렵 이용구 등이 동학의 잔여세력을 규합하여 이해 9월 하순에 조직한 '진보회'는 강령과 취지에서 제시한 국정개혁이나 갑진개화운동은 전국적인 기반을 가지고 있음에 착안하여 송병준은 두 단체의 합동을 추진한 결과, 이해 12월 2일 진보회를 매수,흡수하여 일진회에 통합하였다.

### 조직
이용구는 지방지부 회원의 거의가 진보회의 회원이라는 미명 하에 13도지방 총회장 직에 앉게 되었으며, 이면에서 일진회를 조종하던 송병준은 이듬해 평의원장(評義員長)에 취임하였다. 송병준은 일제의 계략적인 흉계에 호응하여 윤시병을 멀리하고 이용구를 매수하여 1905년 12월 22일 총회에서 회장에 이용구, 부회장에는 윤시병, 지방총회장에 송병준, 평의원장에 홍긍섭을 선출하였다. 일진회는 일본인을 고문으로 채용하는 한편 일본군의 지원을 비밀리에 받아 활동했다. 일진회 회원은 창립 당시 300명, 진보회와 통합한 뒤 곧 수만의 회원이 되고, 한일 병합 이후에는 이른바 '100만의 회원'이라는 구호를 내걸었으나 실제는 10만명쯤 되었다. 이와 같이 조직된 일진회와 연계성을 가진 외곽단체나 주변단체가 또한 조직되어 일제와 일진회의 사주와 매수 공작에 의해 이합집산을 거듭하면서 일제 침략의 앞잡이 행각을 벌였다. 일진회는 한성부를 중심으로 하여 일본군의 보호 하에 겨우 명맥만을 유지하여 온 조직이 미미한 단체로부터 시작해 일본의 지원하에 광범위한 지방조직을 가진 전국적인 단체로 등장하게 되었다.

### 운영
일진회는 그 운영의 재정염출 문제에 대한 규칙을 보면, '회원으로부터 회비를 징수하여 사용하는 것'으로 되어있으나, 실제로는 정규적인 회비 징수는 그다지 많지 않았고, 일정한 수입의 재원도 거의 없었다. 처음부터 송병준이 일제의 군사기밀비에 의하여 운영되어왔다. 일진회가 매국적인 행각의 기치를 점차 선명히 내세움에 따라 일본 제국은 이를 이용하고자 5만원을 몰래 지원하여 특별한 보호를 하였고, 러일 전쟁 중 일진회 회원들의 일본군을 위한 수송, 정탐, 노역 등에 대한 일본군으로부터의 총영수고금 8만 9940원, 전쟁 종료 후 통감부로부터 1907년 1월부터 반년간 매월 2000원씩의 기밀보조금, 이해 5월 15일 일본육군성으로부터 10만 원을 각각 교부받았으며, 이해 8월에는 통감 이토 히로부미로부터 보조금으로 26만원을 받았다. 또 송병준이 이토 히로부미와 일본 외무성 장관 가쓰라에게 보낸 편지에서나 이토 히로부미가 가쓰라에게 보낸 편지 등의 내용으로 미루어 보아, 이때 일진회가 이토 히로부미와 가쓰라 등 일제 당국자들로부터 이따금 금품을 받아 매국 행위를 감행하고 있었음이 확실했다. 결국 일본군의 특무기관이나 통감부와 교묘히 결부되어 일제의 재정적인 지원을 받은 것이다. 일진회의 규칙에는 고문을 두도록 되어 있지 않았으나 일진회의 배후에서 일본인 고문들이 활동했음을 감안하면, 실제로는 일제 특히 군부에서 파견된 일본인들로 구성된 고문이 그 배후에서 조종하였다.

### 활동

#### 일제 침략정책 적극 수행
일진회가 창립발기된 처음부터 해산될 때까지의 시일을 전후해서 일본 국수주의자들이나 낭인들이 각각 막후의 조종자나 고문으로서 일제의 침략과 일진회의 매국 행각을 위한 계책을 전수하였으며, 일진회원들은 그들의 계책을 실천하는데 급급했다. 우선, 일제의 침략정책 수행에 직접 협력한 것이다. 일제가 러일 전쟁이 일어난 직후인 1904년 2월 23일에 대한제국과 맺은 한일의정서, 그 해 8월 22일에는 제1차 한일협약을 체결하여 이른바 '고문정치제제'를 확립하여 식민지 방안을 추진하고 있었다. 이에 일진회는 일제 당국에 협력하는 적극적인 행각으로서 일제의 전쟁수행에 필요한 일본군을 위해서 북진수송대의 군수품 운반(1905년 6월 10일~1905년 10월 20일), 함경도로부터 간도에 이르는 일대를 출입하면서 러시아군에 대한 동태를 정탐하고, 경의선 철도부설공사(1904년 10월 ~ 1905년 9월)를 일제가 급격히 서두르자 일진회원들은 자진해서 이 공사에 20여만 명의 회원을 거의 무보수로 노역을 동원하였으며, 100여명의 사상자까지 내어 큰 희생을 아끼지 않았다. 전쟁이 일제에서 유리하게 종결되고, 이 무렵 영국, 미국 등 열강과의 국제적인 균형과 체면을 무난히 유지해 가면서 1905년 7월에 미국과 비밀리에 체결한 가쓰라-태프트 밀약, 1905년 8월 영국과 맺은 제2차 영일 동맹, 1905년 9월에는 러시아 제국과 체결한 포츠머스 조약이 성립됨에 따라 동양의 대세는 일제에 의해 좌우하게 되었다.
대한제국을 보호국화한다는 소문이 유포되고 대한제국의 조야가 경계심을 늦추지 않는 가운데, 일진회에서는 기선을 제압하기 위해서 일본인 고문이 기초한 문건인 선언서에 수정을 가하여 1905년 11월 6일에 외교권의 이양을 제창한 이른바 '일진회 선언서'를 발표하였다. "일본의 보호지도를 받기 위해 내치, 외교권을 일본에 일임해야 된다."는 것으로서 을사늑약이 강요되기 10여일 전에 발표된 이 선언서는 일진회의 매국 행위 정체를 공표한 것이었다. 11월 17일 일제는 강제로 을사늑약을 체결하여 대한제국은 외교권이 완전히 강탈되고, 이듬해 2월에 일제 통감부가 한성부에 설치되었으며, 조약 체결의 주동자인 이토 히로부미가 초대 통감이 되었다. 그리하여 대한제국은 일제 식민지화의 제일보가 된 것이다. 또한 지금까지 군부의 보호하에 있던 일진회는 그 관계를 끊고 통감부의 휘하에서 일본인 고문인 우치다 료헤이의 수중에 들어가게 되었고 더욱 매국 행위 앞잡이에 들어갔다. '일진회 선언서'와 을사늑약에 대한 전 국민의 격분은 절정에 달하고 있는 반면에 일진회원들은 부일행위의 반대급부로 조약이 체결된 직후 군수로, 반년 후에는 관찰사(도지사)까지 기용되고, 드디어 송병준은 이완용 내각에서 농상공부대신(뒤에 내부대신에 승진)이 되었다.

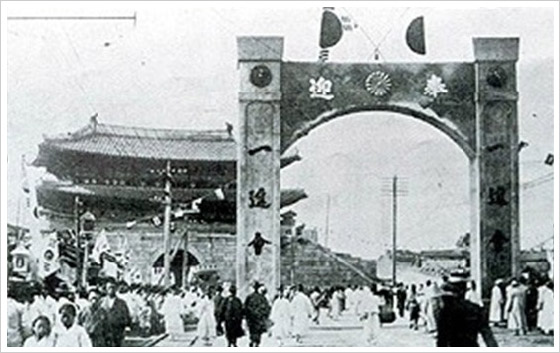
1907년 일진회가 일본 제국 황태자 다이쇼의 대한제국 방문 때 서울 남대문 앞에 세운 대형 아치. 사진에는 일진회의 이름이 담긴 대형 아치 위에 태극기와 일장기가 교차해 있으나 아치의 중간에 '받들어 맞이한다'는 의미의 '봉영(奉迎)'이라는 문구와 함께 중앙에 일본 왕실을 상징하는 국화 문양이 새겨져 있다.

일제는 일진회를 이용함으로써 침략정책을 무난히 강행하려고 했다. 한편, 일진회는 기관지 국민신보를 발간해 이를 통해 일제의 침략행위를 적극 옹호했다. 1907년 7월에는 헤이그 밀사 사건을 계기로 하여 송병준은 이완용과 결탁하고, 일제 당국에 영합해서 고종황제의 양위를 강요,협박하고 동시에 일진회원들에게 양위를 재촉하는 시위를 하게 하여 마침내 고종 황제는 양위를 하게 되었다. 일제는 1907년 7월 24일 한일 신협약을 체결하고 통감부의 내정간섭을 합리화했을 뿐만 아니라 대한제국 정부로 하여금 1907년 7월 24일에 신문지법, 7월 27일에는 보안법을 공포케 하여 한국민의 정당한 의사표시와 항일운동, 애국계몽운동에 규제를 가했다. 여기에 일진회와 정면으로 대립했던 계몽운동단체인 대한자강회가 일차적으로 해산을 당했다. 이어 한국군의 해산이 단행되어 전국적으로 항일의병이 봉기하자 일제는 막대한 병력과 군비를 투입하여 무자비한 살육전을 펼쳤고 일진회는 고문인 우치다 료헤이, 다케다 한시 등의 조종하에 의병을 진압할 이른바 '자위단'을 조직하여 의병토벌에 앞장섰으며 심지어 의병을 '폭도'로 여겼다. 이와 같은 일진회의 매국 행각은 당시 의병들로부터 커다란 분격을 사게 되었는데, 1907년 7월부터 1908년 5월까지 의병에게 입은 일진회원의 피해는 사살자 9260명, 부상자 10명, 소각가옥 360호, 재산 손해액 5만 501원 31전에 달할 정도였다. 이로 미루어 보아 무수한 일진회원이 의병에게 피해를 입었다는 것을 알 수 있다. 1907년 10월 일본 제국의 황태자 요시히토 친왕이 내한하였을 때에도 일진회는 일본인 고문의 조종하에 환영녹문(歡迎錄門)을 세우고, 토산물 헌납과 제등(提燈) 행렬등 맞이했다. 일진회는 경향각지에서 유세,강연회 등을 거듭 개최하기도 하였는데, 그들의 성격에서 보아 국민들을 선동하고 여론조작하기 위한 공작에서 비롯되었다. 한편 일진회의 외곽단체인 기관지 국민신보사, 시천교회, 자선부인회는 일진회에 영합했다. 또한 주변단체인 자혜부인회, 동양애국부인회, 대한신문사는 일제의 한국침략의 앞잡이 행각을 담당하였다.

#### 프로파간다 역할 및 여론조작 선동
이어 일진회는 일제의 프로파간다 역할을 하여 국내의 여론을 이른바 '합방의 방향'으로 유도하려고 하는 커다란 역할을 했다. 일진회는 중대한 정치적 사건이 있을 때마다 '선언서' 기초 작성, 유세, 강연회 등의 매국행각을 감행했다. 1909년에 이르러 일제는 사법권 및 감옥사무를 탈취하는 기유약조를 체결하고, 군부까지 폐지하는 등 온갖 탄압을 자행했다. 또한 경찰권 강탈에 이어 1909년 3월 26일 출판법도 공포하는등 한국민의 언론을 무자비하게 탄압하였다. 이러한 때에 이토 히로부미가 통감에서 물러나고, 부통감인 소네 아라스케가 통감이 되었다가 무능하다 하여 곧 물러나게 하고, 이듬해 5월 데라우치 마사타케가 통감이 되었다. 데라우치 통감은 '한국병합실행에 관한 방침'에 따라 7월에 '병합처리방안'을 성안하여 일진회의 각의를 거쳐 이를 처결하였다. 이제 일제에 남은 하나의 조치는 이른바 '병합'의 공표만 남았다. 그러나 1909년 10월 26일 이토 히로부미가 안중근에게 하얼빈에서 사살되었다. 이토의 죽음에 대하여 일진회는 '사죄단'과 '동아찬영회'를 조직하여 이 기회에 일제 당국과 통감부에 잘보일려고 했다. 이와 때를 같이해서 일제의 '대한강경파'인 가쓰라, 야마가타 등을 비롯한 그들의 고문인 우치다 료헤이, 다케다, 스기야마 시게마루 등이 일진회의 합방성명을 조작하였다. 1909년 12월 4일에 발표한 일진회의 이른바 일련의 '합방성명서'는 경술국치가 단행되기 약 8개월 전의 일로서 "한민족의 행복과 복지를 위해 한일양국은 합방되어야 한다."는 것이다. 이와 같은 일진회의 성명은 일제가 조작한 여론 환기수단이었다는 것은 그들의 성격으로 보아 너무나 명확한 것이었기에 한국 국민의 격분을 불러일으켜 성토와 규탄의 대상이되었다. 그 근거로 대한매일신보는 지상을 통하여 이를 '노회선언'(奴會宣言)이라 혹평하였을뿐만 아니라 중추원의장 김윤식 등은 송병준, 이용구의 처형을 정부에 건의하기까지 했었으나 이는 일제의 비호로 묵살되었다. 궁지에 몰린 일진회는 그들 간부나 회원 중에서 퇴회하는 자가 속출하여 불과 수일 만에 90여 명에 달하였으며, 이용구와 우치다 료헤이도 일본헌병대에 신변을 보호받아야만 할 처지에 있었다. 그러나 이용구등 일제 앞잡이들과 고문인 우치다 등이 결탁하여 일진회의 외곽단체인 한성보신사, 대한상무조합수, 국민동지찬성회 등 유명무실한 10 여개 단체를 사주, 매수하여 일진회의 합방성명서를 지지하도록 조작하고 일제 병탄을 합리화하는 매국행각을 서슴지 않았다. 한편 일진회의 성명서에 대한 반향(反響)에 의해서 스스로 반대세력의 폭과 깊이를 알아챈 일제당국은 이듬해 강합적으로 단행된 이른바 합방을 위한 최종적 마무리 작업을 용이하게 행할 수 있었다. 그리하여 1910년 8월 22일 한일병합조약이 체결되고 1주일 뒤 1910년 8월 29일 대한제국의 국권은 완전 강점당했다.

### 해체
일진회는 오스트리아-헝가리 제국의 형성과정에서 헝가리 왕국과 오스트리아 제국의 타협안인 아우스글라이히(키에제제시)로 인해 헝가리인과 독일인(오스트리아인)이 대등한 권리를 누리듯이 한일 합방으로 한국이 일본과 대등한 연방 체제를 수립할 줄로 착각하고 있었다. 그리고 일진회는 일제의 한국병탄을 위하여 앞잡이 노릇을 다하였으나 1910년 9월 26일에 모든 사회단체들이 해산될 때 일진회도 일제 데라우치 마사타케 통감에 의해서 해산료 15만원을 받고 해산을 당했는데, 당시 형식상 1주일의 유예 기간을 둔 자진 해산이었다. 당시 이용구를 비롯한 일진회 지도부는 일본에 합병 청원 및 간도 이주 소요자금으로 3백만 엔을 요구했으며, 가쓰라 총리는 3천만 엔이라도 지원하겠다는 거짓 약속을 하게 된다. 일진회 주요 간부들 가운데 논공행상으로 송병준에게 조선귀족으로 자작 작위를 주었고, 이용구에게는 10만원을 주는 데 그쳤다.

## 일진회의 회원
- 강영균
- 고희준
- 김규창
- 김명준
- 김사영
- 김시현
- 김유영
- 김은성
- 김재곤
- 김정국
- 김진국
- 김진태
- 김택현
- 김해룡
- 김호중
- 김환
- 박노학
- 박봉순
- 박지양
- 박해묵
- 백낙원
- 백형린
- 송병준
- 송종헌
- 신태항
- 안종국
- 안태준
- 양재익
- 양정묵
- 염중모
- 오응선
- 원세기
- 유학주
- 윤갑병
- 윤길병
- 윤상익
- 윤시병
- 윤정식
- 윤필오
- 이경재
- 이동성
- 이범철
- 이병립
- 이완구
- 이용구
- 이용한
- 이인섭
- 이인수
- 이해수
- 이희덕
- 이희두
- 장동환
- 조동윤
- 조인성
- 조희붕
- 최기남
- 최영구
- 최영년
- 최운섭
- 최정규
- 최정덕
- 한경원
- 한교연
- 한국정
- 한남규
- 한창회
- 홍긍섭
- 홍윤조

## 같이 보기
- 일한합방상주문
- 일진회 합방성명서
- 우치다 료헤이
- 학교폭력
- 정한론
- 자위단원호회

## 참고 자료
- 김삼웅 (1995년 7월 1일). 《친일정치 100년사》. 서울: 동풍. 56-57쪽. ISBN 978-89-86072-03-7.
- 임종국 (1991년 2월 1일). 《실록 친일파》. 반민족문제연구소 엮음. 서울: 돌베개. 76~79쪽쪽. ISBN 89-7199-036-8.
- 《한국독립운동사사전》, 독립기념관 저